# 전자현미경
전자현미경(電子顯微鏡, electron microscope)은 물체를 비출 때 빛 대신 진공상태에서 전자의 움직임을 파악하여 시료를 관찰하는 현미경이다.
10만 배의 배율을 가지며, 물질의 미소 구조를 보는 데 이용한다. 투과 전자 현미경(TEM), 주사 전자 현미경(SEM), 반사 전자 현미경(reflection electron microscope, REM), 투사 주사 전자 현미경(STEM), 저전압 전자 현미경(LVEM), 저온 전자 현미경 등이 있다.

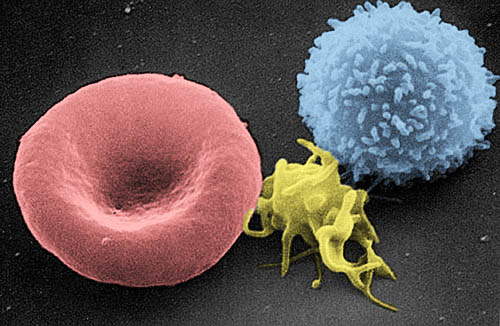
주사 전자 현미경으로 관찰한 적혈구(좌)·혈소판(중)·백혈구(우)

## 개발
전자 현미경 발명의 배경에는 전자선에 관한 많은 기초 연구가 있었다.
전자 현미경은 헝가리의 물리학자인 실라르드 레오에 의해 처음으로 창안되고 만들어졌다.
그 뒤, 전자 현미경 개발에 직접 착수한 것은 베를린 공과대학의 루스카 등을 중심으로 한 연구팀이다. 그들은 1931년에 400배의 배율을 가진 전자현미경의 프로토 타입을 만들어냈다. 1933년에는 대물·촬영 두 렌즈로 이루어진 전자 현미경을 조립하고, 약 1만 배의 상(像)을 얻어 광학 현미경의 분해능보다 뛰어나다는 것을 실증했다. 그 후 독일의 지멘스사를 중심으로 하여 전자 현미경의 개량이 추진되어 1939년에 세계 최초로 전자 현미경이 시판되었다.
그 후에도 전자 현미경의 개량 연구는 끊임없이 계속되어 독일은 물론 미국, 영국, 네덜란드 등이 앞을 다투어 연구 개발을 하여 오늘날의 기초를 만들었다.

## 구조 및 원리
전자 현미경은 원리적으로나 구조적으로나 광학 현미경과 근본적으로 다르다. 가장 큰 차이점은 전자 현미경은 광선 대신 전자선을 사용한다는 것이다. 광학 현미경은 유리렌즈를 사용하여 상을 만드는데, 전자선은 유리를 통과하지 못하기 때문에 전자 렌즈를 쓴다. 전자 렌즈는 전자석으로 자계를 만들어 이것으로 전자선을 수렴 또는 발산시키는 장치이다.
고성능 전자 현미경은 대물·중간·촬영 세 개의 렌즈가 삽입되어 있어 각 렌즈로 상을 확대하여 최종 상(像)은 50만 배나 된다. 전자는 매우 가볍기 때문에 분자에 충돌하면 튕겨나간다. 그 때문에 경통(鏡筒) 내에 공기가 있으면 전자가 활발하게 움직일 수가 없다. 따라서 광학 현미경에서는 볼 수 없는 커다란 배기계(系)가 있으며, 전자 현미경의 경통 내에는 10−4~10−10mmHg이라는 진공도가 유지된다.
또 전자 현미경에는 복잡하고 큰 전자계가 있다는 점도 광학 현미경과 다르다. 전자계의 중요한 점은 전자를 가속시키기 위해 고전압을 발생시키는 장치와 각 전자 렌즈의 강도(强度)를 바꾸기 위한 전원 부분 등이다. 보통 전자 현미경은 5~10만 볼트로 전자를 가속한다. 전자선의 파장은 가속 전압의 평방근에 반비례하여 짧아지는 성질이 있다. 또 아베의 이론에서 현미경의 분해능은 파장에 반비례하여 좋아진다. 따라서 전자 현미경의 분해능이 광학 현미경에 비해 매우 뛰어나다는 것을 알 수 있다.
이러한 투과형(透過型) 전자 현미경과 구별되는 주사형(走査型) 전자 현미경이 1960년대 중반에 개발되어 영국(1964년) 및 일본(1965년)에서 시판되었다. 주사형 전자 현미경은 텔레비전이나 전송 사진과 유사한 원리로 만들어진다. 즉, 아주 가늘게 묶은 전자선 다발로 시료(試料)를 주사하여 시료면에서 나오는 2차 전자나 반사 전자 등을 전류로 바꾼다. 그리고 그것을 전기 신호에 동조하여 텔레비전의 브라운관 위의 주사선의 휘도를 변조시켜 상(像)을 만든다. 전자선 다발로 조사(照射)된 시료면에서 발생하는 전자는 시료의 모양이나 구성 물질 등으로 변화한다. 또 주사 전자 현미경의 초점 심도(深度)는 상당히 크기 때문에 요철이 많은 시료를 관찰할 때에도 입체감 있는 선명한 상을 얻을 수 있다.
전자 현미경은 미세한 것을 확대해서 보는 현미경 본래의 기능 외에 세포 내에 존재하는 미량 물질의 고정, 분포 상태, 분자의 입체 구조의 분석 등 분석 기계로서의 성능이 계속 증대하였다.

## 같이 보기
- 전자 회절
- 나노 기술
- 주사전자현미경